# Кишки (род)
Ки́шки (пол. Kiszkowie) — шляхетский род Великого княжества Литовского и Речи Посполитой, угасший в середине XVII века.

## История
Первым представителем династии был подляшский боярин (шляхтич) Пётр Струмила, прозванный Кишка, дрохичинский староста, живший в XV веке. Его потомок — Станислав Кишка (умер около 1514 года) был с 1492 лидским наместником, литовским великим маршалком (1493—1499), смоленским наместником (1500—1503), великим гетманом литовским (1503—1507), старостой Гродно с 1508 года. К XVII веку семейство Кишек было одним из богатейших магнатских родов Литвы. Последним представителем династии был Януш Кишка, умерший в 1654 году.
Кишки владели обширными поместьями в Подляшье в Западной Белоруссии. Они владели городами в Литве: Муснинкай, Маркучяй, в 1542—1614 годах владели Кейданами.

## Представители рода
- Анна Кишка (Анна из Техановца) (?—1533) — третья жена трокского каштеляна Яна Николая Радзивилла Бородатого из Мусников. Отец — Станислав Кишка из Техановца (? — 1508), мать — Анна Бялая, дочь воеводы трокского, внучка Петра Ивановича Бялого (?-1498) и Анны Нарушевич герба Вадвич. Дети: Николай Христофор Радзивилл Чёрный, Ян Радзивилл[1].
- Станислав Кишка
  - Барбара Кишка (умерла в 1513) — жена Юрия Радзивилла.
  - Пётр Кишка (ум. в 1534) — староста дрохичинский, полоцкий воевода (1521—1532), с 1532 трокский каштелян, староста жемайтский.
    - Станислав Кишка (ум. в 1554) — староста бреславльский, воевода витебский (1544—1554). Жена — Анна Радзивилл. Дочь Елизавета вышла замуж за Кшиштофа Ходкевича.
      - Ян Кишка (1552—1592) — староста жемайтский (1579—1589), виленский каштелян (1588—1591), брестский воевода.
      - Станислав Кишка (1549—1619) — староста жемайтский. Его дочь Анна вышла замуж за Христофора Радзивилла и Кейданы отошли к Радзивиллам.
        - Станислав Кишка (1584—1626) — епископ жемайтский (1618—1619).
        - Николай Кишка (1588—1644) — воевода дерптский (1617—1627), воевода мстиславский (1627—1636), трокский каштелян (1636—1644), литовский подскарбий и литовский канцлер (1640—1644), староста вилькомирский (1622—1638), с 1637 староста волковысский, с 1641 староста геранёнский, с 1644 староста могилёвский.
        - Кшиштоф Кишка (ум. в 1646) — воевода мстиславский (1636—1639), воевода витебский (1639—1646).
        - Януш Кишка (1586—1653) — с 1610 староста Дерпта и Пярну, в 1605 году участвовал в битве при Кирхгольме; воевода полоцкий (1621—1653), польный гетман литовский (1635—1646), гетман великий литовский (1646—1653).

      - Пётр Кишка (1519—1550) — в 1548—1550 годах маршалок Волынский, староста Владимирский, воевода витебский.

    - Николай Кишка (ум. в 1587) — с 1552 или 1553 кравчий литовский, воевода подляшский (1569—1587).

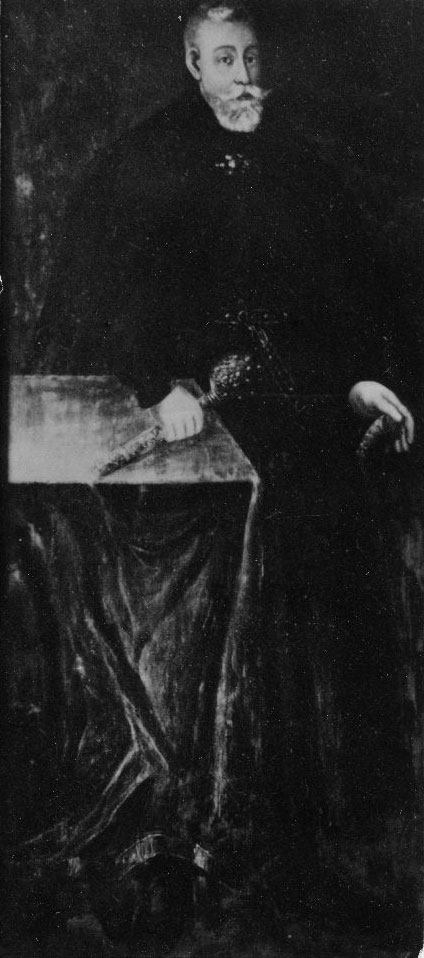
Станислав Кишка
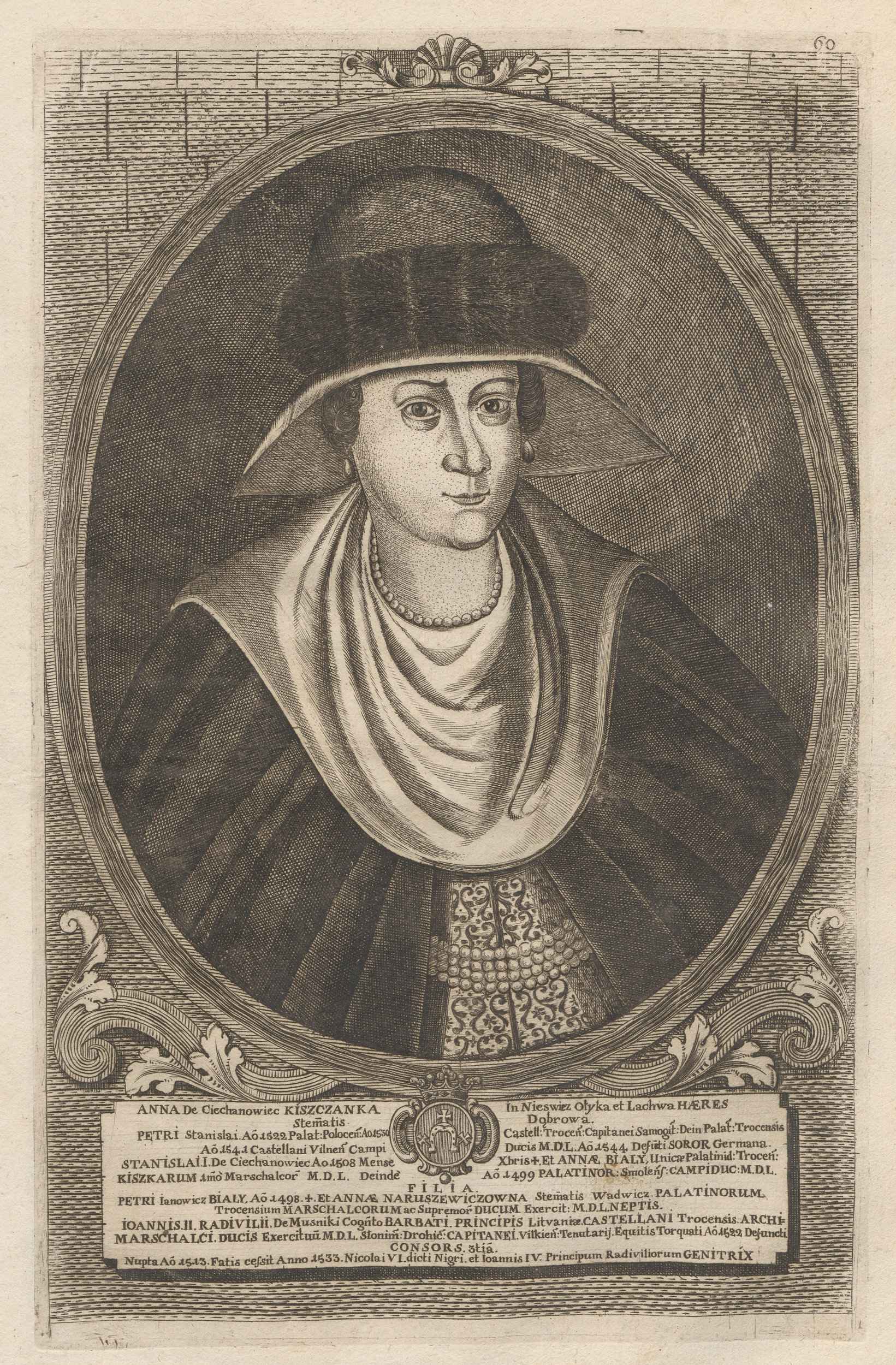
Анна Радзивилл-Кишка
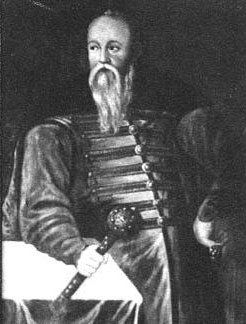
Януш Кишка
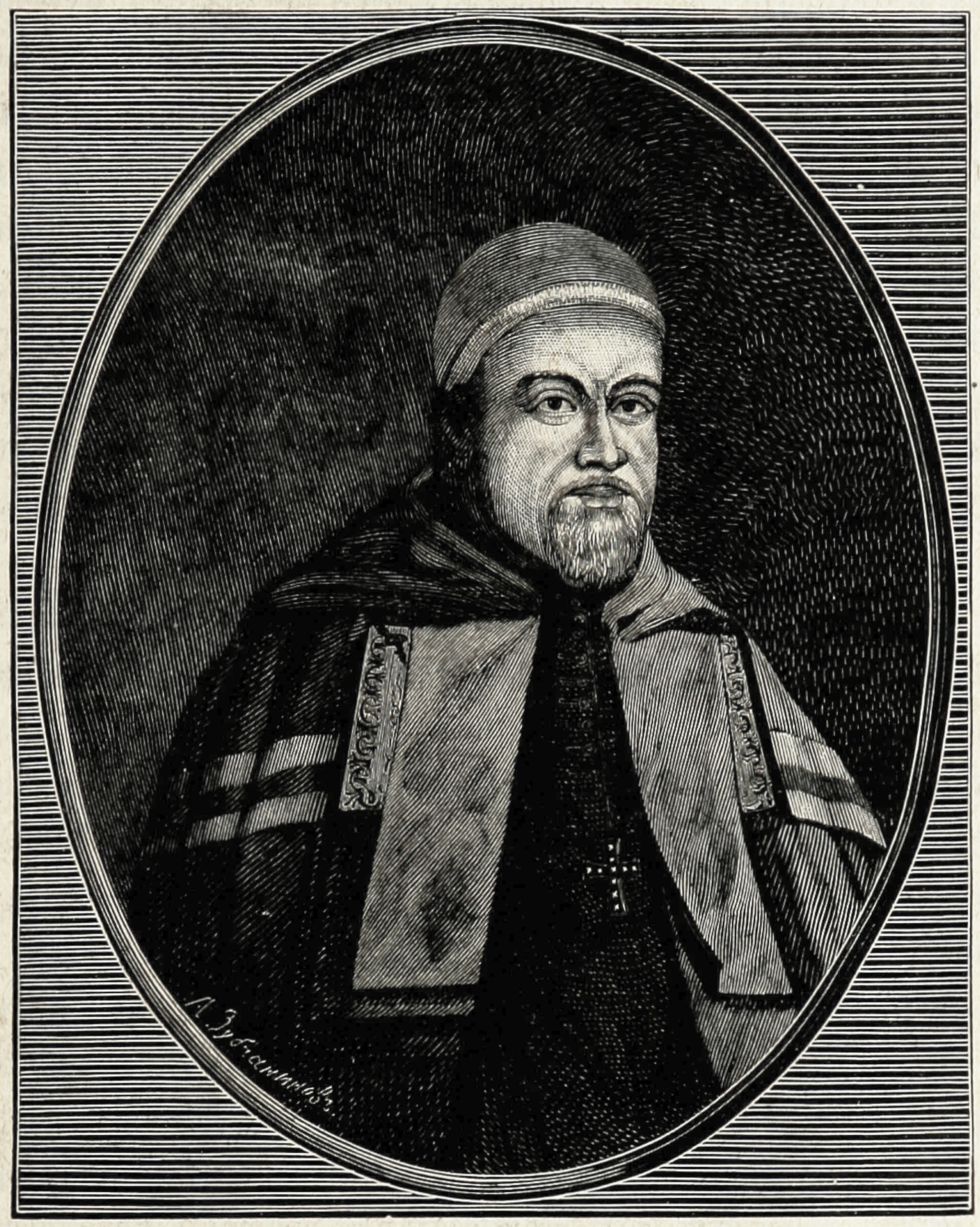
Лев Кишка